# Shiki Kuroeda
Shiki Kuroeda (黒枝 士揮, Kuroeda Shiki, né le 8 janvier 1992 à Ōita) est un coureur cycliste japonais.

## Biographie
Shiki Kuroeda naît le 8 janvier 1992 à Ōita au Japon.
Il entre en 2014 dans l'équipe Vini Fantini Nippo, qui devient Nippo-Vini Fantini en 2015.

## Palmarès et résultats

### Palmarès par année
- 2008
  -  Champion du Japon sur route U17
  - 2e du Tour d'Okinawa juniors
- 2009
  -  Champion du Japon sur route juniors
- 2012
  - 1re étape du Tour de Hokkaido
- 2014
  - Prix Marcel-Bergereau
- 2018
  - 3e étape du Tour de Lombok

### Classements mondiaux
| Année         | 2011 | 2012 | 2013 | 2014 | 2015 | 2016 | 2017 |
| ------------- | ---- | ---- | ---- | ---- | ---- | ---- | ---- |
| UCI Asia Tour | 201e | 191e | 112e | 259e | 130e | 354e | 414e |